# Hyehwa-dong
Hyehwa-dong là một dong, phường của Jongno-gu ở Seoul, Hàn Quốc.
Hyehwa-dong là một khu dân cư sôi động với cuộc sống về đêm đầy màu sắc và những con phố đi bộ được đóng để đi lại vào buổi tối. Khu vực này có các cửa hàng cà phê, nhà hàng, sân bóng rổ với nhiều lựa chọn thực phẩm và là một khu vực nhà hát lớn. Nó nằm cạnh Bệnh viện Đại học Quốc gia Seoul, với nhiều người trẻ gần khu vực này.

## Địa điểm thu hút
- Nhà hát PMC Daehangno Jayu - nhạc kịch Polaroid được phát từ ngày 3 đến 24 tháng 8 năm 2008, với sự tham gia của Andy thuộc Shinhwa và cựu Hoa hậu Hàn Quốc Honey Lee.[3]

## Giáo dục
Lycée International Xavier được đặt tại dong này. Nó chuyển đến Gugi-dong vào tháng 5 năm 2005.
- Lycée International Xavier
- Đại học Sungkyunkwan